# Frullania bullata
Frullania bullata là một loài rêu tản trong họ Jubulaceae. Loài này được Stephani miêu tả khoa học lần đầu tiên năm 1910.